# Dallas Mavericks 1994-1995
La stagione 1994-1995 dei Dallas Mavericks fu la 15ª nella NBA per la franchigia.
I Dallas Mavericks arrivarono quinti nella Midwest Division della Western Conference con un record di 36-46, non qualificandosi per i play-off.

## Risultati
| Squadra                | V  | P  | %    | GB |
| ---------------------- | -- | -- | ---- | -- |
| San Antonio Spurs      | 62 | 20 | 75,6 | -  |
| Utah Jazz              | 60 | 22 | 73,2 | 2  |
| Houston Rockets        | 47 | 35 | 57,3 | 15 |
| Denver Nuggets         | 41 | 41 | 50,0 | 21 |
| Dallas Mavericks       | 36 | 46 | 43,9 | 26 |
| Minnesota Timberwolves | 21 | 61 | 25,6 | 41 |

## Roster
| N° | Naz.                   | Ruolo | Sportivo         | Anno | Alt. | Peso |
| -- | ---------------------- | ----- | ---------------- | ---- | ---- | ---- |
| 1  | Stati Uniti (bandiera) | G     | Scott Brooks     | 1965 | 180  | 75   |
| 5  | Stati Uniti (bandiera) | G     | Jason Kidd       | 1973 | 193  | 93   |
| 7  | Stati Uniti (bandiera) | G     | Tony Dumas       | 1972 | 198  | 86   |
| 20 | Stati Uniti (bandiera) | G     | Morlon Wiley     | 1966 | 193  | 84   |
| 21 | Stati Uniti (bandiera) | GA    | George McCloud   | 1967 | 198  | 93   |
| 24 | Stati Uniti (bandiera) | G     | Jim Jackson      | 1970 | 198  | 100  |
| 30 | Stati Uniti (bandiera) | G     | Lucious Harris   | 1970 | 196  | 86   |
| 32 | Stati Uniti (bandiera) | A     | Jamal Mashburn   | 1972 | 203  | 109  |
| 34 | Stati Uniti (bandiera) | A     | Doug Smith       | 1969 | 208  | 100  |
| 35 | Stati Uniti (bandiera) | C     | Donald Hodge     | 1969 | 213  | 104  |
| 42 | Stati Uniti (bandiera) | AC    | Roy Tarpley      | 1964 | 211  | 104  |
| 43 | Stati Uniti (bandiera) | AC    | Terry Davis      | 1967 | 206  | 102  |
| 44 | Stati Uniti (bandiera) | AC    | Lorenzo Williams | 1969 | 206  | 91   |
| 54 | Stati Uniti (bandiera) | A     | Popeye Jones     | 1970 | 203  | 113  |

## Staff tecnico
- Allenatore: Dick Motta
- Vice-allenatori: Brad Davis, Kip Motta
- Preparatore atletico: Doug Atkinson